# 101
Aquesta pàgina és per a l'any. Per al nombre, vegeu cent u.
|  | Aquest article tracta sobre l'any 101. Vegeu-ne altres significats a «101 (àlbum)». |

## Esdeveniments
- L'emperador Trajà inicia la campanya de la Dàcia.[1]

## Naixements
- Herodes Àtic, retòric grec.[2]

## Necrològiques
- Sant Joan apòstol (algunes fonts indiquen l'any 103) a Efes.[3]
- Sant Climent de Roma, bisbe de Roma.[4]